# Bildstockfragment (Hammelburg, Kirchgasse 9)

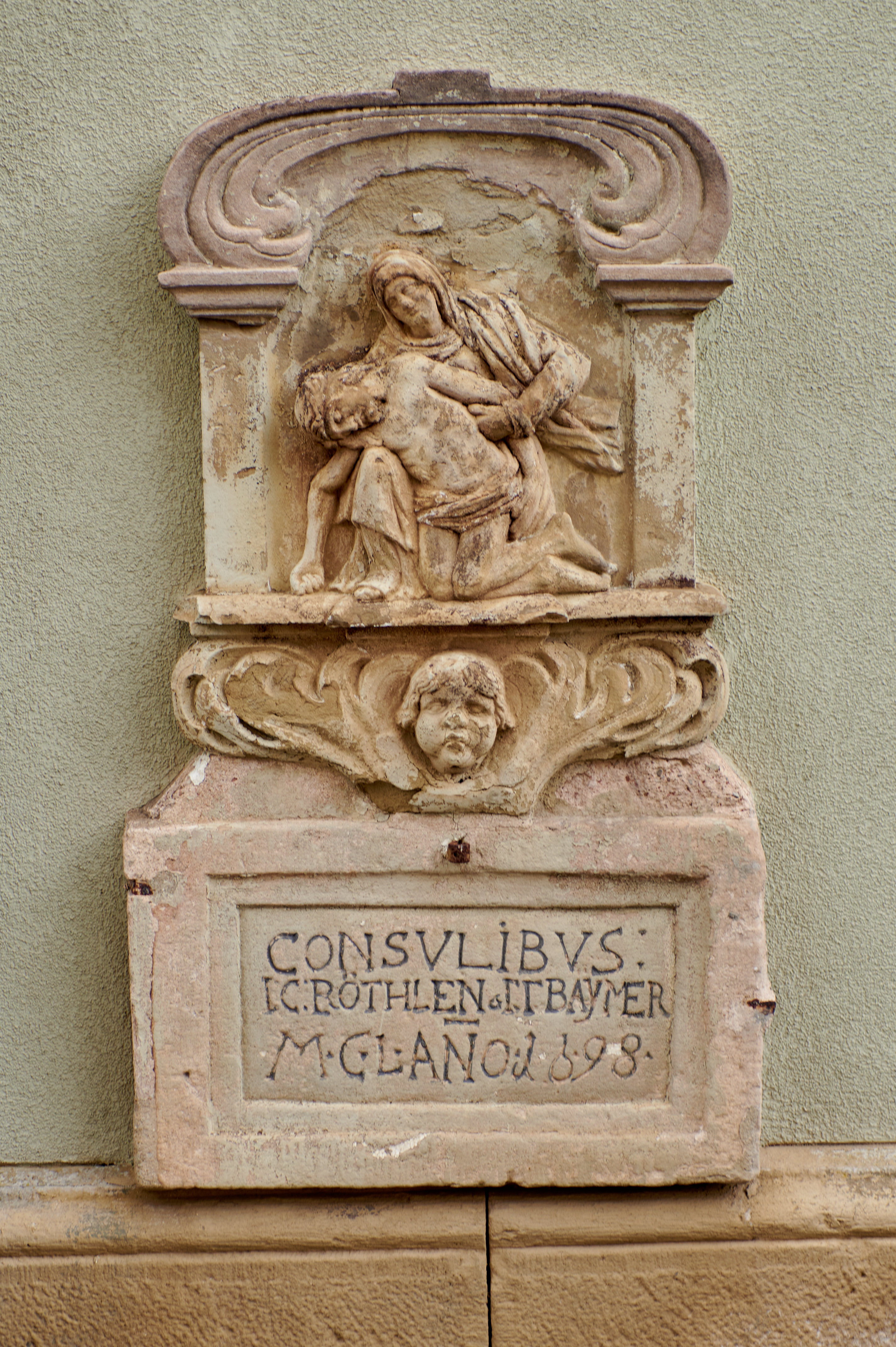
Bildstockfragment in Hammelburg, Kirchgasse 9

Das Bildstockfragment Kirchgasse 9 befindet sich in der Kleinstadt  Hammelburg im Landkreis Bad Kissingen in der Kirchgasse 9.
Es gehört zu den Baudenkmälern von Hammelburg und ist unter der Nummer D-6-72-127-41 in der Bayerischen Denkmalliste registriert.

## Beschreibung
Das 125 cm hohe Fragment eines Bildstocks ist 60 cm breit und 8 cm tief, besteht aus rotem Sandstein und stammt aus dem Jahr 1698.
Das farbig übermalte Bildstockfragment befindet sich an der Hauswand des Anwesens Kirchgasse Nr. 9 und zeigt eine Pietà sowie darunter einen geflügelten Engelskopf. Darunter befindet sich die Inschrift: „Consulibus ic. Röthlein - LL Baymer M. C. L. ANO 1698“.